# Conseil scolaire Viamonde
Le Conseil scolaire Viamonde (CS Viamonde, rarement CSV) est un conseil scolaire public-laïque de langue française, qui gère des écoles élémentaires et secondaires dans la péninsule ontarienne et le Greater Golden Horseshoe. Le conseil scolaire gère 41 écoles élémentaires et 16 écoles secondaires dans cette région. Le Conseil a deux bureaux administratifs, l'un à Toronto et l'autre à Welland. Le bureau de gestion de l'éducation est situé dans le quartier Maple Leaf de Toronto, tandis que le bureau de gestion des affaires et des finances est situé à Welland.[1]
[www.csviamonde.ca ]
Le conseil scolaire a été formé en 1998 après que plusieurs conseils scolaires locaux aient été fusionnés pour former le Conseil de district des écoles publiques de langue française nº 58 . De 1999 à 2010, le conseil scolaire était connu sous le nom de Conseil scolaire de district du Centre-Sud-Ouest (CSDCSO) ,. Le CS Viamonde est l'un des quatre membres de l'Association des conseils scolaires des écoles publiques de l'Ontario (ACÉPO).

## Historique
Le Conseil a été créé le 1er janvier 1998 lorsque le gouvernement de l'Ontario a décidé de fusionner plusieurs conseils scolaires français laïques de la péninsule ontarienne (une région composée du sud-ouest de l'Ontario et du Greater Golden Horseshoe). Les conseils scolaires qui ont été fusionnés sont les suivants :
| Conseils scolaires laïques de langue française fusionnées en CS Viamonde | Nombre d'écoles gérées en 1997             |
| ------------------------------------------------------------------------ | ------------------------------------------ |
| Conseil des écoles françaises de la communauté urbaine de Toronto        | 5 écoles élémentaires 2 écoles secondaires |
| Conseil scolaire de Niagara Sud                                          | 5 écoles élémentaires 1 école secondaire   |
| Conseil de l'éducation du comté de Simcoe                                | 3 écoles élémentaires 1 école secondaire   |
| Conseil de l'éducation de la ville de London                             | 1 école élémentaire 1 école secondaire     |
| Conseil de l'éducation du comté de Lambton                               | 1 école élémentaire 1 école secondaire     |
| Conseil de la ville de Hamilton                                          | 1 école secondaire                         |

Peu de temps après la fusion, le conseil scolaire a changé son nom de Conseil de district des écoles publiques de langue française n° 58 à Conseil scolaire de district du Centre-Sud-Ouest. Le conseil scolaire a continué à fonctionner sous le nom de Centre-Sud-Ouest jusqu'au 15 novembre 2010, date à laquelle son nom a été changé pour Conseil scolaire Viamonde.
En 2011, le district scolaire a annoncé son intention d'acheter des bâtiments inutilisés du Toronto District School Board ; pour ce faire, il doit utiliser des fonds du gouvernement provincial de l'Ontario. Après que le gouvernement ait refusé le financement, le Conseil scolaire Viamonde a annoncé son intention de poursuivre la province[4].

## Liste des écoles
Article principal : Liste des écoles du Conseil scolaire Viamonde
Viamonde gère actuellement 41 écoles élémentaires et 16 écoles secondaires dans tout le Sud-Ouest de l'Ontario et dans la majeure partie du Greater Golden Horseshoe[5]. La zone dans laquelle le conseil scolaire opère et assure l'éducation couvre 68 180 km² de l'Ontario.